# Andrew Trew Wood
Pour les articles homonymes, voir Andrew Wood et Trew.
Andrew Trew Wood  (26 août 1826 - 21 janvier 1903) est un  homme d'affaires et homme politique fédéral canadien de l'Ontario.

## Biographie
Né à Mountnorris (en) dans le comté d'Armagh en Irlande (aujourd'hui en Irlande du Nord), il immigre au Canada avant 1846. Il commence à travailler au James Shepard Ryan's hardware store de Toronto avant de devenir responsable de la succursale d'Hamilton en 1848. Directeur fondateur de la Hamilton and Lake Erie Railway Company en 1869 et de la Ontario Cotton Mills Company en 1881, il s'associe également à la Hamilton Blast Furnace Company en 1893. Cette dernière se fusionne avec la Ontario Rolling Mills Company pour former la Hamilton Steel and Iron Company en 1899 et pour laquelle il devient le premier président.
Élu député libéral de la circonscription fédérale de Hamilton en 1874, mais le résultat du scrutin dans cette circonscription est finalement annulée. Réélu lors de l'élection partielle de 1875, il est défait en 1878. De retour en 1896, il est à nouveau défait en 1900.
En janvier 1901, il est nommé au Sénat du Canada sous recommandation du premier ministre Wilfrid Laurier. Il représente la division sénatoriale de Hamilton jusqu'à son décès en 1903.